# Monolepta magnanigra
Monolepta magnanigra là một loài bọ cánh cứng trong họ Chrysomelidae. Loài này được Wagner miêu tả khoa học năm 2003.